# 邦加拉省
邦加拉省（西班牙語：Provincia de Bongará），是秘魯的省份，位於該國北部亞馬遜大區，首府是洪比亞，成立於1870年12月26日，面積2,870平方公里，海拔高度1,935米，2005年人口24,977，人口密度每平方公里8.7人。
5°51′27″S 77°47′32″W / 5.85750°S 77.79222°W